# Total Madness
Albums de Madness
The Liberty of Norton Folgate
(2009) Ultimate Madness
(2010)
Total Madness est une compilation de Madness, sortie le 21 septembre 2009.
L'album, qui comprend une sélection de singles depuis les débuts du groupe, s'est classé 11e au UK Albums Chart.

## Liste des titres
| No  | Titre                          | Durée |
| --- | ------------------------------ | ----- |
| 1.  | One Step Beyond                | 2:19  |
| 2.  | Baggy Trousers                 | 2:27  |
| 3.  | House of Fun                   | 2:45  |
| 4.  | Our House                      | 3:10  |
| 5.  | Embarrassment                  | 3:04  |
| 6.  | My Girl                        | 2:41  |
| 7.  | It Must Be Love                | 3:20  |
| 8.  | Wings of a Dove                | 2:59  |
| 9.  | The Sun and the Rain           | 3:28  |
| 10. | Grey Day                       | 3:38  |
| 11. | NW5                            | 3:48  |
| 12. | Cardiac Arrest                 | 2:52  |
| 13. | Tomorrow's Just Another Day    | 3:14  |
| 14. | Driving in My Car              | 3:18  |
| 15. | Bed and Breakfast Man          | 2:31  |
| 16. | Lovestruck                     | 3:50  |
| 17. | One Better Day                 | 4:01  |
| 18. | Michael Caine                  | 3:34  |
| 19. | The Return of the Los Palmas 7 | 2:33  |
| 20. | The Prince                     | 3:20  |
| 21. | Shut Up                        | 2:51  |
| 22. | Madness                        | 2:38  |
| 23. | Night Boat to Cairo            | 3:24  |